# Kacper Urbański
Kacper Urbański (* 7. September 2004 in Danzig) ist ein polnischer Fußballspieler.

## Karriere

### Verein
Aus der Jugend von Lechia Gdańsk kommend, wechselte er im Dezember 2019 fest in die erste Mannschaft des Klubs. Hier machte er dann auch sein Debüt in der Ekstraklasa, wo er am 21. Dezember 2019 bei einer 0:3-Niederlage gegen Raków Częstochowa in der 86. Minute für Patryk Lipski eingewechselt wurde. Im Alter von 15 Jahren, drei Monaten sowie 14 Tagen wurde er somit zum jüngsten Debütanten für die Mannschaft jemals und auch zum zweitjüngsten Debütanten in der Liga, womit er nicht den durch Janusz Sroka aufgestellten Rekord aus dem Jahr 1969 übertraf. Im weiteren Verlauf der Spielzeit kommt er dann noch zu zwei weiteren Einsätzen, diesmal in der Startelf. Sein dann letztes Spiel für Gdańsk folgte schon im August 2020, danach kam er gar nicht mehr zum Einsatz und wurde im Februar 2021 an die U17 des FC Bologna in Italien verliehen. Dort wechselte er für eine Ablöse von 750.000 € anschließend auch fest hin und nahm nach der U19 dann auch zur Spielzeit 2022/23 einen festen Platz in deren erster Mannschaft ein. Sein Serie-A-Debüt hatte er dabei auch schon am 12. Mai 2021. Damit wurde er dann auch noch nebenbei der jüngste polnische Spieler in der Geschichte der Liga. Nachdem er seiner ersten Spielzeit bei den Profis dann gar nicht zum Einsatz kam, hat er nun seit der Saison 2023/24 regelmäßig Einsätze für die Mannschaft. Ende Januar 2025 wechselte Urbański leihweise für die restliche Spielzeit zur AC Monza.

### Nationalmannschaft
Nach einigen Freundschaftsspielen mit der polnischen U16 im Herbst 2019 kam er ab September 2021 dann schon für die U19 zum Einsatz und spielte mit dieser später auch bei der Europameisterschaft 2023. Von März 2022 bis Juni 2022 machte er zudem noch ein paar Spiele für die U18. Nach einem Einsatz mit der U20 in der U20 Elite League im November 2023 kam er im März 2023 auch erstmals für die U21 zum Zug.
Ohne zuvor ein Spiel für die A-Nationalmannschaft gemacht zu haben, wurde er dann für den finalen Kader bei der Europameisterschaft 2024 nominiert. Er debütierte dann bei einem 3:1-Freundschaftsspielsieg über die Ukraine, wo er in der fünften Minute erst für den verletzten Arkadiusz Milik eingewechselt und dann in der 61. Minute für Jakub Kałuziński ausgewechselt wurde. In der Partie bereitete er zudem noch das zwischenzeitliche 2:0 von Piotr Zieliński vor. Nach einem weiteren Freundschaftsspieleinsatz gab er beim ersten Gruppenspiel, einer 1:2-Niederlage gegen die Niederlande dann auch noch sein Turnier-Debüt.